# Northeast Cay
Northeast Cay är en ö i Belize. Den ligger i distriktet Belize, i den sydöstra delen av landet, 120 km sydost om huvudstaden Belmopan.